# アクアマリンの神殿
『アクアマリンの神殿』（アクアマリンのしんでん）は、2014年に角川書店から発行された海堂尊の長編小説。

## 概要
「桜宮サーガ」と称される海堂作品群は時代設定を1988年 - 2022年としており、本作の主人公である佐々木アツシは既刊の『ナイチンゲールの沈黙』『医学のたまご』にも登場しているが、年齢面で矛盾が生じていたため、それを指摘された作者が辻褄合わせのために執筆したのが『モルフェウスの領域』であり、本作はその続編としてブロック紙3社連合（北海道新聞、中日新聞、東京新聞、西日本新聞）の夕刊にて連載された後、2014年6月に単行本化された。
なお、『モルフェウスの領域』と同様、作者が主に執筆する医療を題材とした小説にSFの要素を取り入れた作品でもある。

## ストーリー
かつて世界初のコールドスリープ被験者だった佐々木アツシは眠りから目覚めた後、桜宮市の未来医学探求センター（通称：コールドスリープ・センター）で、自身を管理していた日比野涼子の眠りの維持・管理をしながら、桜宮学園中等部に通っていた。
アツシは人工的な眠りの中で中学生を凌駕する高度な知識を有していたが、後見人の西野昌孝の指示で平凡な中学生を装っていた。
だが、謎のクラスメートの麻生夏美と結んだ不可侵条約から蜂谷一航、北原野麦の四人に拡大した『ドロン同盟』。ボクシング部での日々、文化祭での奮闘と、アツシの青春が始まった。

## 登場人物
佐々木アツシ
本作の主人公。
ある深刻な理由のため、世界初の「コールドスリープ」技術により五年の時を超え目覚めた天才少年。現在は桜宮学園中等部に途中編入し学園生活を送る傍ら、桜宮市未来医学探求センターでとある大切な業務を行っている。
西野昌孝
コールドスリープ技術を開発した合弁会社「ヒプノス社」の技術者。
佐々木アツシの上司にして後見人の一人で、有能で優秀な人間ではあるが気まぐれなところもある。如月翔子には「クロスケ」と呼ばれている。口癖は「人生の結末はわかり切っている」。
如月翔子
東城大学医学部付属病院・オレンジ新棟小児病棟看護師長。
佐々木アツシの後見人の一人で、アツシからは白衣の天使で観賞用美人と評される。オカン気味で暇あればアツシの世話をしに来る。
曽根崎伸一郎
マサチューセッツ工科大学教授で、ゲーム理論の若き権威者。
アツシにとってアドバイス役であり、言葉の伝え方に癖はあるが、頼れる人物である。
麻生夏美
クラスメート。アツシの才能に気がつき、不可侵条約を結び「ドロン同盟」を結成。
蜂谷一航
クラスメート。ボクシング部。「ドロン同盟」にくわわる。
北原野麦
後輩。自称「未来の海乃藻屑賞作家」。「ドロン同盟」にくわわる。
田口公平
東城大学医学部付属病院・医療安全推進本部センター長兼医療情報危機管理ユニット特任教授。
佐々木アツシの主治医及び、不定愁訴外来責任者。

## 書籍情報
- 単行本：2014年6月30日発売[1]、角川書店、ISBN 978-4-04-101342-7
- 文庫本：2016年6月18日発売[2]、角川文庫、ISBN 978-4-04-104022-5